# Верескуни
Верескуни́ — село в Україні, у Парафіївській селищній громаді Прилуцького району Чернігівської області. Населення становить 299 осіб. До 2020 року орган місцевого самоврядування — Тростянецька сільська рада.

## Географія
Селом протікає річка Верескуни, ліва притока Смошу.

## Історія села
Село було засновано 1701 році козаком Верескуном[джерело?] (в 2001 році святкували 300-річчя села). Раніше було хутором, і помилковим є походження назва від слова «Вереск». Центральна частина села досі називається «хутір». Назва хутір Верескуни зберігалась ще в 1860–1870 роках.
Хутір було приписано до Різдва Пресвятої Богородиці церква у Бережівці.
Найдавніше зображення на мапі 1812 року як Верескунівці
У 1862 році на хуторі володарському Верескуни́ було 2 заводи та 65 дворів де жило 521 особа
Станом на 1885 рік у колишньому власницькому селі Бережівської волості Прилуцького повіту Полтавської губернії мешкало 736 осіб, налічувалось 133 дворових господарства, існували постоялий будинок, 2 лавки, 3 кузні та вітряний млин.
За переписом 1897 року кількість мешканців становила 917 осіб (432 чоловічої статі та 485 — жіночої), з яких .
У 1911 році на хуторі Верескуни́ була церковно-парафіївська школа та жило 1060 осіб

## Населення

### Мова
Розподіл населення за рідною мовою за даними перепису 2001 року:
| Мова       | Кількість | Відсоток |
| ---------- | --------- | -------- |
| українська | 291       | 97.32%   |
| російська  | 8         | 2.68%    |
| Усього     | 299       | 100%     |

## Видатні люди
- Ганна Демиденко (нар. 1951) — поетеса, лауреатка літературної премії імені Леоніда Глібова.
- Ігнатенко (Найденко) Катерина Андріївна — науковець у галузі тваринництва, викладачка вищої школи, доцент кафедри розведення с.-г. тварин Національного аграрного університету м. Київ.

## Інтернет-посилання
- Погода в селі Верескуни